# Paralacydes fumipennis
Paralacydes fumipennis är en fjärilsart som beskrevs av George Francis Hampson 1891. Paralacydes fumipennis ingår i släktet Paralacydes och familjen björnspinnare. Inga underarter finns listade i Catalogue of Life.